# Maria Neruda
Anna Marie "Maria" Rudolfina Neruda, som gift Arlberg eller Arlberg-Neruda, född 26 mars 1840 i Brünn (nu Brno i Tjeckien), död 7 november 1920 i Köpenhamn, var en svensk violinist. Hon var syster till Wilma Neruda och Franz Neruda och gifte sig 1868 i Stockholm med operasångaren Fritz Arlberg.

## Biografi
Maria Neruda uppträdde med sina syskon i bland annat London (1849), Sankt Petersburg och Stockholm (1861). Hon avslutade sin karriär vid sitt giftermål och gjorde därefter bara några enstaka framträdanden.